# Eriothymus
Eriothymus  é um gênero botânico da família Lamiaceae.

## Espécie
Eriothymus rubiaceus

## Nome e referências
Eriothymus J.A.Schmidt